# Шаповалівська сільська рада (Конотопський район)
Шапова́лівська сільська́ ра́да — колишній орган місцевого самоврядування в Конотопському районі Сумської області. Адміністративний центр — село Шаповалівка.

## Загальні відомості
- Населення ради: 1 450 осіб (станом на 2001 рік)

## Населені пункти
Сільській раді підпорядковані населені пункти:
- с. Шаповалівка
- с. Привокзальне

## Склад ради
Рада складається з 16 депутатів та голови.
- Голова ради: Кириченко Ірина Анатоліївна
- Секретар ради: Величко Тетяна Борисівна

### Керівний склад попередніх скликань
| Прізвище, ім'я, по батькові | Основні відомості                                                         | Дата обрання | Дата звільнення |
| --------------------------- | ------------------------------------------------------------------------- | ------------ | --------------- |
| Прокопенко Сергій Іванович  | Сільський голова, 1959 року народження, безпартійний                      | 26.03.2006   | 31.10.2010      |
| Кириченко Ірина Анатоліївна | Сільський голова, 1971 року народження, освіта вища, член Партії регіонів | 31.10.2010   |                 |

Примітка: таблиця складена за даними сайту Верховної Ради України